# Підсосне
Підсосне (біл. вёска Подсоснае) — село в складі Червенського району Мінської області, Білорусь. Село підпорядковане Колодезькій сільській раді, розташоване в центральній частині області.